# Acrotatus (generaal)
Acrotatus (Grieks: Ακρότατος) was een Spartaanse generaal en troonopvolger. Hij was de oudste zoon van koning Cleomenes II en de oudere broer van generaal Cleonymus. Hij behoorde tot de Agiaden.

## Populariteit in Sparta
In 331 v.Chr. versloeg de Macedonische generaal Antipater de Spartaanse troepen, onder leiding van Agis III. Vele strijders waren de strijd ontvlucht, in plaats van tot de dood te strijden, zoals eigenlijk van een Spartaan verwacht werd. De Spartanen wilden de gevluchte strijders echter amnestie geven, maar dat zag Acrotatus niet zitten. Hij stond helemaal alleen met die mening en door zijn standpunt daalde zijn populariteit.

## Reis naar Sicilië
In 315 v. Chr. had Agathocles van Syracuse veel van zijn tegenstanders gedood of verdreven. Zij die erin slaagden om Syracuse te ontvluchten, zochten onderdak in Agrigento. De vluchtelingen overtuigden de Agrigentiërs om ten oorlog te trekken tegen Agathocles. Men had echter geen bekwame generaal in eigen rangen en daarom viel de keuze op een buitenstaander. Er werden enkele gezanten naar Sparta gezonden om Acrotatus over te halen om deel te nemen. Hij stemde toe en ging met enkele schepen op weg. Onderweg kwam de vloot echter in een storm terecht, waardoor moesten aanmeren op de Albanese kust, bij de stad Apollonia. Die stad werd op dat moment belegerd door Glaukias. Acrotatus overtuigde Glaucias om de belegering stop te zetten en tot een overeenkomst te komen met de inwoners van Apollonia. Daarna ging zijn tocht verder naar Taranto. Daar aangekomen vroeg hij aan de inwoners 20 schepen om naar Agrigento te kunnen varen, die hij ook kreeg. Met een nieuwe vloot voer hij naar Agrigento. Toen hij daar was aangekomen, nam hij meteen het opperbevel van de troepen op zich. In plaats van meteen de oorlog te beginnen, verkoos hij echter om nog even te genieten van de rijkdommen die de Agrigentiërs hem aanboden. De Agrigentiërs waren daar niet echt blij mee en toen hij ook nog Sosistratus vermoordde, de dapperste en nobelste man in Agrigento, werd hij terug naar Sparta gestuurd.

## Dood
Acrotatus stierf in Kreta, tijdens gevechten. Het is onduidelijk wanneer en waarom precies. Wel is bekend dat Gyrtias, zijn grootmoeder, erg blij was toen ze het nieuws vernam. Ze vond het immers beter dat hij gestorven was in de strijd, dan als een lafaard in vrede op hoge leeftijd. Hij stierf voor zijn vader stierf en kon dus de heerschappij van Sparta nooit overnemen. Om die reden was er even onduidelijk wie de troon mocht overnemen na de dood van Cleomenes II. Areus I, Acrotatus’ zoon won het pleit van zijn nonkel Cleonymus.